# Sperone (Italia)
Sperone è un comune italiano di 3 606 abitanti della provincia di Avellino in Campania.

## Storia
Il territorio speronese all'inizio era dentro la cinta delle mura di Avella (l'antica Abella). Dopo le invasioni barbariche, Avella romana fu distrutta e gli abitanti che, durante la bufera si erano rifugiati sui monti soprastanti, costituirono nuovi nuclei, e furono a lungo uniti con Avella, per poi distaccarsene man mano. Con il passare del tempo, crescendo il numero degli abitanti di Avella, una parte di essi si insediò a mezzogiorno verso Sperone nelle vicinanze dell'antichissima chiesa di Sant'Elia.
Imponenti si ergevano le sei porte dell'antica Avella; fra queste la porta di Corte sorgeva nel quartiere di Sperone come si apprende dal repertorio archeologico in lingua osco-sannita Cippus Abellanus, custodito presso il Seminario vescovile di Nola. La porta suddetta, in epoca posteriore, fu chiamata anche porta di S. Elia.

### Simboli
Lo stemma è stato concesso con regio decreto del 2 luglio 1885.
Lo sperone riprende il nome del comune che trae origine dall'ubicazione a mezzogiorno, rispetto ad Avella, della Porta di Corte, in quanto il termine "sperone" stava a significare "piede", punta più avanzata del territorio di Avella verso pianura, mentre gli alberi rappresentano le coltivazioni tipiche della fertile campagna speronese.
Il gonfalone è un drappo di azzurro.

## Società

### Evoluzione demografica
Abitanti censiti

## Infrastrutture e trasporti
Il comune è servito dalla stazione di Sperone-Avella, posta sulla linea Napoli - Nola - Baiano della ferrovia Circumvesuviana.

## Attività Economiche
Il paese nella bassa irpinia è fondamentalmente ricco di coltivazione della nocciola di qualità, inoltre si segnalano industrie atte alla trasformazione e al commercio di frutta secca. I prodotti del territorio facente parte della  De.C.O. “Nocciola di Avella” è stato numerose volte acquistato per la produzione della nutella e di altri prodotti dolciari da parte della Ferrero. Il terziario si presenta molto sviluppato con diverse attività di servizi e ristorazione.

## Amministrazione
Il comune faceva parte della comunità montana Vallo di Lauro e Baianese, fino allo scioglimento avvenuto nel 2009.
Il comune fa parte dell'Unione dei comuni Baianese – Alto Clanis.